# 中华人民共和国海关总署广东分署
中华人民共和国海关总署广东分署成立于1980年，是中华人民共和国海关总署设立在广东省的派出机构，由海关总署领导，并接受广东省人民政府监督、指导。

## 主要职责
海关总署广东分署的基本职责为“综合协调、协助管理、调查研究、监督审计巡视等”。并负责协调泛珠三角区域内地9个省区共16个直属海关的区域合作事务。
2004年9月，海关总署授权海关总署广东分署负责协调、处理泛珠三角区域9个省区共16个直属海关的合作工作，重大事项报海关总署党组。2005年2月，经海关总署批准，海关总署广东分署向社会公布了《海关积极参与和推动泛珠三角区域合作的十项措施》，启动了泛珠三角区域海关合作机制，在此过程中获得香港海关和澳门海关的支持及参与。

## 管辖范围
海关总署广东分署的管辖范围包括：广州海关、深圳海关、拱北海关、汕头海关、黄埔海关、江门海关、湛江海关。这七个海关均为正司局级。